# Hoya megalantha
Hoya megalantha là một loài thực vật có hoa trong họ La bố ma. Loài này được Turrill mô tả khoa học đầu tiên năm 1915.